# Thorerus Frostonis
Thorerus Frostonis, född 1622 i Tjällmo socken, död i januari 1682 i Tjällmo socken, var en svensk präst.

## Biografi
Frostonis föddes 1622 på Egelstorp i Tjällmo socken. Han var son till kronolänsmannen Frosten Thoresson och Dordi Bengsdotter. Frostonis prästvigdes när han gick i gymnasiet 5 februari 1645. Han blev 1652 komminister i Hällestads församling. 1668 blev Frostonis kyrkoherde i Tjällmo församling. Frostonis avled där 1682.

### Familj
Frostonis gifte sig med Ragnild Holstensdotter (död 1707). De fick tillsammans barnen Dorothea Thoresdotter (1654–1729) som var gift med kyrkoherden Magnus Öring i Tjällmo församling och kyrkoherden Jonas Lithunius i Risinge församling, Ingrid Thoresdotter (1661–1713) som var gift med kyrkoherden Petrus Knoop (1655–1733) i Skeppsås församling och Anna Thoresdotter (född 1664).